# Mėnuo Juodaragis
Mėnuo Juodaragis (Czarnorogi Księżyc) – festiwal muzyczny odbywający się początkowo w litewskiej wsi Verbiškės, następnie w Sudeikiai nad jeziorem Ałowsza oraz w dawnej litewskiej stolicy, Kernavė. Festiwal jest organizowany od 1995 roku. Według organizatorów, jest to „festiwal współczesnej kultury bałtyckiej, z naciskiem na jej pogańskie korzenie”.
Wydarzenie to obejmuje nie tylko koncerty muzyczne, lecz także rekonstrukcje obrzędów i walk, pokazy filmowe, wykłady, wystawy fotografii, pokazy dawnych technik rzemieślniczych.

## Historia
Pierwsza edycja odbyła się w wiosce Verbiškės, w zasadzie były to bardzo skromne początki, bardziej przypominające spotkanie towarzyskie niż festiwal. W drugiej edycji (1997) wystąpiło kilku litewskich wykonawców, m.in.: Laumė, Sovijus i Wejdas oraz goście z Łotwy: King Lear's Convulsions i Sala. W 1999 wystąpiło 7 zespołów. Rok później festiwal przeniósł się z Verbiskes do Sudeikiai, gromadząc już 20 wykonawców bałtyckiej sceny pagan metal, neofolk, ambient i innych stylów muzycznych.
W roku 2001 festiwal stał się już przeglądem międzynarodowym, a do muzyki dołączono inne wydarzenia kulturalne. Poza kilkunastoma zespołami litewskimi, wystąpili: 4got10 i Forgotten Sunrise z Estonii, K 984 the Fungal Kingdom z USA, Skyforger z Łotwy i fiński Tiermes.
Szósta edycja (2002) została objęta patronatem litewskiego Ministerstwa Kultury. Poza tradycyjnymi koncertami zorganizowano też pokazy instalacji wideo, przegląd filmów, cykl wykładów o tematyce rodzimowierczej.

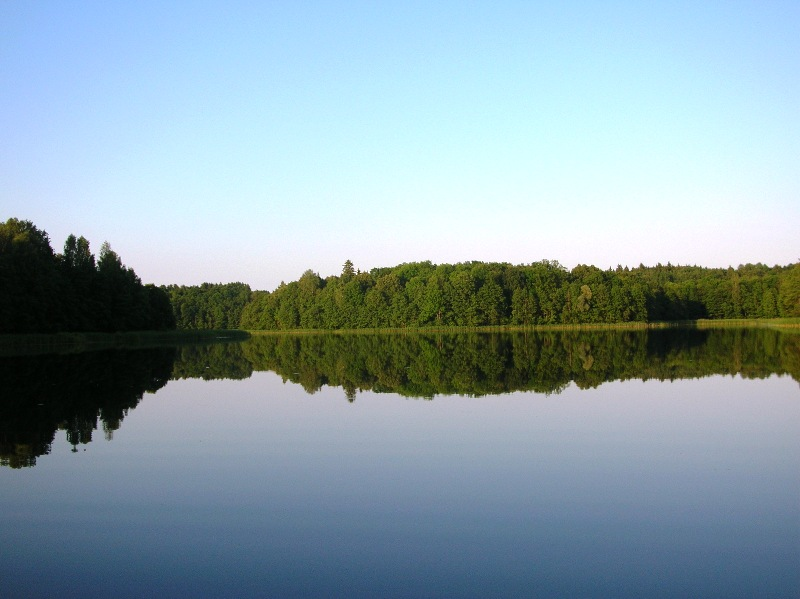
Wyspa w jeziorze Duburys, gdzie festiwal był organizowany od 2016 do 2017 roku

W 2003 na miejsce festiwalu wybrano Kernavė – historyczną, pogańską stolicę Litwy. Miasto otoczone jest śladami tej przeszłości, m.in. kurhanami w których, według legend, spoczywają przedchrześcijańscy władcy Litwy. Klimat festiwalu tworzyły drewniane rekonstrukcje dawnych budowli, w nocy oświetlane pochodniami. Festiwal został po raz pierwszy w swej historii objęty patronatem UNESCO. Do tradycyjnych elementów – muzyki, wykładów, rekonstrukcji i filmów dołączono zwiedzanie ekspozycji muzealnych oraz zorganizowano afterparty w Wilnie.
Ósma edycja, również w Kernave, odbyła się w sierpniu 2004 i trwała 3 dni. Program był podobny do tego z 2003, zwiększyła się liczba wykonawców i reprezentowanych państw, afterparty zorganizowano także w Kownie.
Kolejne lata przyniosły problemy finansowe organizatorów. Edycja w 2005 miała być odwołana, ostatecznie odbyła się w składzie ograniczonym niemal wyłącznie do litewskich wykonawców. W 2006 organizatorzy ogłosili przełożenie festiwalu na rok następny. W dniach 24–26 sierpnia 2007 odbyła się kolejna edycja festiwalu. W kolejnych latach corocznie miały miejsce następne edycje. W 2016 roku festiwal odbył się w dniach 26–28 sierpnia na wyspie Duburys.
W latach 2020 i 2021, z powodu obostrzeń związanych z Pandemią COVID-19, odbyły się edycje „niepełne”, oznaczone odpowiednio XXI½ oraz XXI¾.